# Tereza Petržilková
Tereza Petržilková (* 10. září 1993 Strakonice) je česká atletka, jejíž specializací je běh na 400 metrů a štafeta na 4 × 400 metrů. Je halovou českou mistryní v běhu na 400 metrů a pětinásobnou mistryní ČR s ženskou štafetou na 4 × 400 metrů.
Na mistrovství světa v Budapešti v roce 2023 získala bronzovou medaili se smíšenou štafetou na 4 × 400 metrů ve vylepšeném českém rekordu.
S atletikou začala až poměrně pozdě, ve dvaceti letech.

## Sportovní kariéra
Na mistrovství Evropy 2022 postoupila do svého prvního semifinále.
Největších úspěchů zatím dosáhla v roce 2023. Na halovém ME v Istanbulu postoupila až do finále, kde skončila na 6. místě. S ženskou štafetou pak dosáhla na ještě lepší 4. příčku. V srpnu na mistrovství světa v Budapešti postoupila do semifinále individuálního závodu na 400 m. Se smíšenou štafetou na 4 × 400 metrů ve složení Matěj Krsek, Tereza Petržilková, Patrik Šorm, Lada Vondrová získala ve vylepšeném národním rekordu bronzovou medaili.
Na mistrovství Evropy 2024 zopakovala semifinálovou účast z roku 2022.

## Osobní rekordy

### Dráha
- běh na 400 metrů – 51,25 s – 30. července 2023, Tábor

### Hala
- běh na 400 metrů – 51,88 s – 18. února 2024, Ostrava

### Národní štafetové rekordy
- smíšená štafeta 4 × 400 m (dráha) – 3:11,98 min – 19. srpna 2023, Budapešť